# Bensdorf
Bensdorf település Németországban, azon belül Brandenburgban. Lakosainak száma 1273 fő (2023. december 31.). Bensdorf Wusterwitz és Jerichow községekkel határos.

## Népesség
A település népességének változása:
| Lakosok száma | 1284 | 1215 | 1233 | 1252 | 1287 | 1273 |
|               | 2014 | 2017 | 2019 | 2021 | 2022 | 2023 |